# Krafna
Krafna,  krofna ili pokladnica slatki je prženi kolač od dizanog tijesta.
Prži se u ulju s obje strane. Okruglog je oblika i ponekad se radi s udubljenjem ili rupom u sredini. Puni se nadjevom od pekmeza, marmelade ili se stavlja žličica marmelade na samu krafnu. Ukrašava se šećerom u prahu. Ovo je u Europi najčešći oblik krafne.[nedostaje izvor] Krafna je tradicionalni kolač poklada. U Slavoniji se pripremaju i za vrijeme kolinja. Kolač je poznat u svijetu pod različitim nazivima i u više inačica. Postoje varijacije punjenja krafne s kremom od vanilije, razne vrste voćnih džemova i marmelada do ukrašavanja čokoladnim preljevima tamne i svijetle čokolade, šećernim preljevima ili s ukrasnim mrvicama u boji.

## Nazivi u hrvatskim krajevima
U hrvatskom standardnom jeziku koristi se još i naziv pokladnica. U Slavoniji i Baranji, i Istri uobičajen naziv je krofna. U Zagorju, primorskoj Hrvatskoj i Međimurju koristi se naziv krafna. Pokladnice su dobile naziv po pokladama, starom običaju maskiranja, glagolu "prerušavati". U narodu se zadržao prilagođeni njemački naziv, krafna ili krofna. Kolač je ostavština  Austro-Ugarske.

## Pokladnice u drugim zemljama
- Austrija – Krapfen. U Austriji je krafna punjena nadjevom od vanilije ili marmeladom od marelica.
- Bosna i Hercegovina – krofna.
- Talijani imaju par naziva: ciambelle, bomboloni, krafen i zeppoli.
- Norveška – smultring; Norvežani su veliki potrošači krafni; pojedu od 4-6 milijuna krafni godišnje.
- Njemačka – Nijemci upotrebljavaju par naziva za isti kolač. Na sjeveru se zove Berliner, a Krapfen na jugu.
- Poljska – pączek je poljski naziv za pokladnicu. Preljeva se glazurom od šećera ili se posipa šećerom u prahu.
- Sjedinjene Američke Države – doughnut ili donut je američki naziv; ove krafne su jako zasitne zbog teškog preljeva od čokolade.
- Srbija – krofna, najviše poznata u Vojvodini.
- Švedska – munk, što u doslovnom prijevodu znači "redovnik". Šveđane je asocirala rupa u krafni i sam oblik krafne na frizuru redovnika u sredini obrijane glave, a sa strana ostavljene kose, pa je kolač dobio ime "redovnik". Munk je kod Šveđana bez punjenja ili s nadjevom od vanilije i uvaljan u šećer.
- Mađarska – szalagos fánk, U Mađarskoj je marmelada od marelice na krafni.

## Drugi projekti
|  | Zajednički poslužitelj ima još gradiva o temi pokladnice |